# Opopaea speciosa
Opopaea speciosa is een spinnensoort uit de familie van de dwergcelspinnen (Oonopidae).
De wetenschappelijke naam van de soort werd in 1952 als Gamasomorpha speciosa gepubliceerd door Reginald Frederick Lawrence.